# A sivatag fehér napja
A sivatag fehér napja (oroszul: Белое солнце пустыни) egy szovjet westernfilm. 1970-ben mutatták be. Az alkotás egy kísérleti művészeti csoport egyetlen filmje; a rendezője Vlagyimir Motil volt.
A klasszikus western hagyományait követő, muzulmán területen a polgárháború végén játszódó nagyszerű történet egyik különlegessége, hogy felhangzik benne Bulat Okudzsava egy dala is.
A filmet Magyarországon is bemutatták Hárem a sivatagban címmel.

## Történet
A polgárháború végén egy vöröskatona (Szuhov) hazaindul, és útközben rég nem látott menyasszonyáról ábrándozik. Valahol a Kaszpi-tenger környékén egy – a sivatag homokjába nyakig beásott – muzulmánba (Szaid) botlik, akinek megmenti az életét. Röviddel ezután egy csapat vörösgárdista a nyakába varr vagy féltucat lefátyolozott nőt, mert egy bandita hordáját kell üldözniük. Szuhov magára marad a nőkkel, akiket meg kell mentenie. Magányos cowboyként teljesíti a feladatot (Szaid segítségként a kellő pillanatokban mindig felbukkan a homokon), majd folytatja útját hazafelé.

## Érdekességek

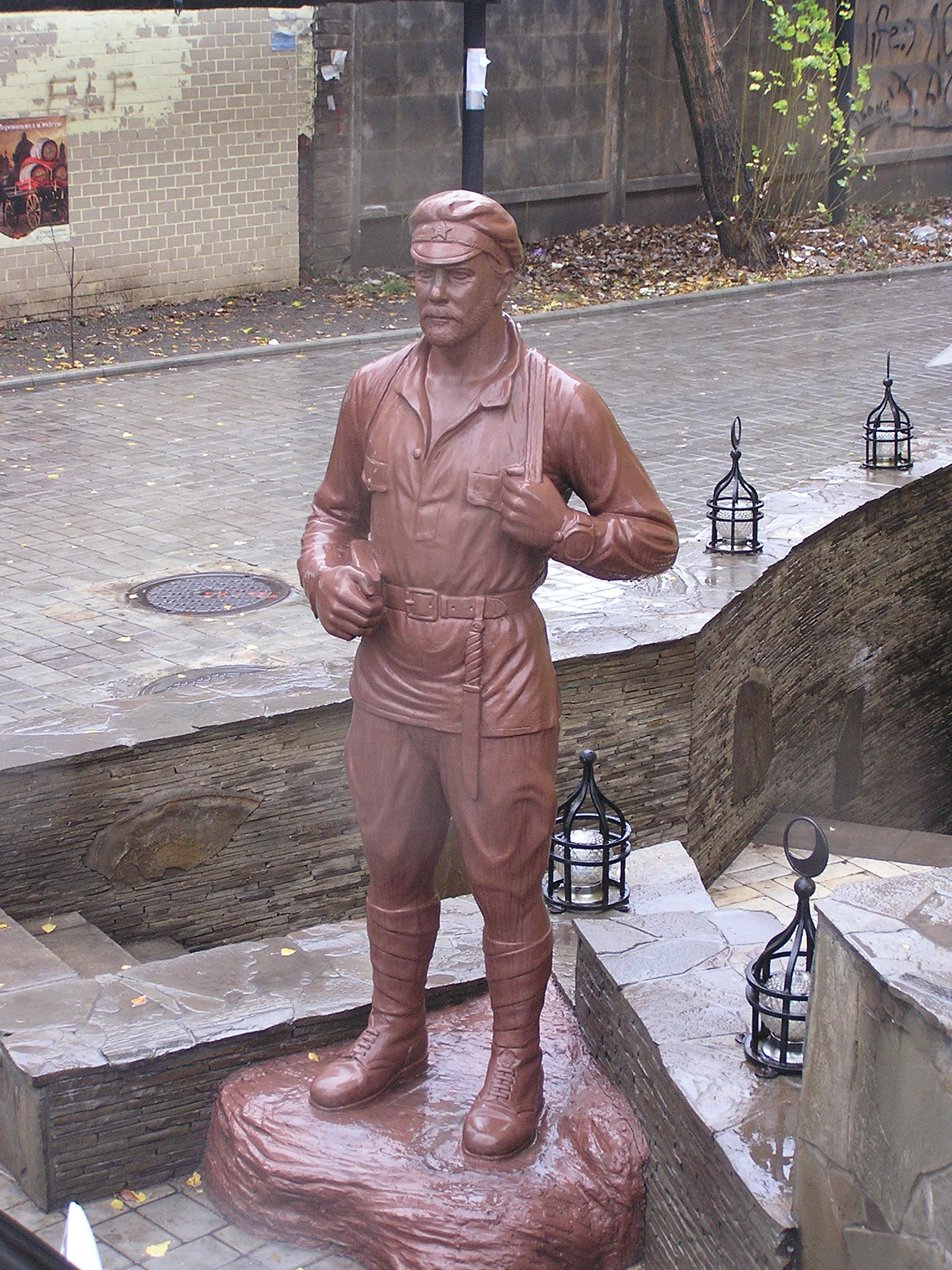
A donyecki szobor

- A vöröskatona Fjodor Szuhovnak Donyeckben és Szamarában is szobrot állítottak.
- A film egyes kifejezései szállóigévé váltak.
- Az orosz űrhajósoknak olyannyira kedvenc filmje, hogy start előtt meg szokták nézni, és egy kópiája megtalálható a Nemzetközi Űrállomáson is.

### VideóklipOkudzsavadalszövegére
- Белое солнце пустыни. Demo-clip Ваше благородие... YouTube